# José María Sánchez-Verdú
José María Sánchez Verdú (* 7. März 1968 in Algeciras, Spanien) ist ein spanischer Dirigent und Komponist zeitgenössischer Musik.

## Leben
Sánchez Verdú wurde 1968 in Algeciras (Spanien) geboren. Er studierte von 1986 bis 1994 Dirigat, Musikologie und Komposition am Real Conservatorio Superior de Música de Madrid. Er absolvierte auch ein Jurastudium an der Universität Complutense Madrid. 2017 Doktorat an der Universidad Autónoma Madrid. Es folgten von 1996 bis 1999 Kompositionsstudien bei Franco Donatoni in Siena (1992) und bei Hans Zender in Frankfurt am Main (1996–1999). 1997 führte ihn ein Stipendium der spanischen Akademie für Schönen Künste nach Rom. An der Robert Schumann Hochschule in Düsseldorf lehrt Sánchez-Verdú seit 2001 Komposition. Für einige Jahre war er Dozent für Komposition an der Hochschule für Musik Carl Maria von Weber Dresden. 2014–2015 war er Vertretungsprofessor für Komposition an der Hochschule für Musik, Theater und Medien Hannover, und 2008 bis 2019 Professor für Komposition am Conservatorio Superior de Música de Aragón in Saragossa, Spanien. Zurzeit ist er außerdem Mitglied des Artistic Council for Composition an der Sibelius-Akademie in Helsinki und seit 2019 Professor für Komposition am Real Conservatorio Superior de Música de Madrid.
2005 erhielt er die Einladung als Composer in Residence des Carinthischen Sommer Festival (Österreich). 2007 war er Composer in Residence des V Festival Internacional de Musica Contemporanea de Lima (Peru). Mehrere Arbeitsstipendien des Experimental Studio für Akustische Kunst (SWR, Freiburg). 2014–2015 war er Stipendiat des Internationalen Künstlerhauses Villa Concordia in Bamberg. 2014–2015 war er Composer in residence des Centro Nacional de Difusión Musical in Spanien. 2015–2016 war er Composer in residence bei der Dresdner Philharmonie mit mehreren Konzerten und zwei Uraufführungen. Er wohnt in Berlin und Madrid.

## Ehrungen
José María Sánchez Verdú erhielt für seine Arbeit bedeutende Kompositionspreise, wie drei Kompositionspreisen der SGAE (Sociedad General de Autores y Editores) (1996 und 1997), den Kompositionspreis des INAEM /  Colegio de España in Paris (1998), den Premio Ciudad de Alcoy (1998), den Irino Komposition Prize (Tokio, 1998), den 1. Kompositionspreis der Jungen Deutschen Philharmonie (1999), den Förderpreis des Siemens Musikpreises (München, 2000), den Kompositionspreis der Bergischen Biennale (Wuppertal, 2002), den Nationalpreis für Komposition des spanischen Kulturministeriums (2003), „Ehre Dirigent“ des Orquesta Manuel de Falla in Cádiz, Spanien (2007), Antara Preis des Festival de Música Contemporanea de Lima, Peru (2007), Ibn Arabi Preis (Ibn Arabi Society, 2015), Premio de Honor de la Semana de Música Religiosa de Cuenca (2017) etc.

## Werk
Die zeitgenössischen Kompositionen von Sánchez Verdú sind häufig Auftragsarbeiten, u. a. für das Teatro Real Madrid, la Biennale di Venezia, die Münchener Biennale, Staatsoper Unter den Linden (Berlin), Konzerthaus Berlin, Schleswig-Holstein Musik Festival, die EXPO 2000, WDR-Sinfonieorchester Köln, Salzburg Biennale, Schwetzinger SWR Festspiele etc.
Seine Oper Argo wurde am 27. April 2018 im Rokokotheater Schwetzingen uraufgeführt.